# Buzz Songs
『Buzz Songs』（バズ・ソングス）は、Dragon Ashの2枚目のアルバム。1998年9月2日にビクターエンタテインメント / HAPPY HOUSEから発売された。

## 概要
- パンク・ロック、ヒップホップ、ジャズなどの要素を取り入れ、よりメロディアスなアルバムに仕上げている。初回プレスはカラーケース・ピクチャーCD仕様。
- 「陽はまたのぼりくりかえす」と「Under Age's Song」収録。「Under Age's Song」はリミックスされ収録。シングル・ヴァージョンは長らくアルバム収録されなかった。
- オリコンアルバムチャート8位を記録した。
- 『25 - A Tribute To Dragon Ash -』では山嵐が「陽はまたのぼりくりかえす」で参加している。

## 収録曲
| 全作詞・作曲: 降谷建志、全編曲: Dragon Ash。 |                                    |          |            |      |
| #                                            | タイトル                           | 作詞     | 作曲・編曲 | 時間 |
| 1.                                           | 「Intro (Bots' Show)」             | 降谷建志 | 降谷建志   | 1:22 |
| 2.                                           | 「Cool Boarders」                  | 降谷建志 | 降谷建志   | 4:25 |
| 3.                                           | 「Don't Worry 'bout Me」           | 降谷建志 | 降谷建志   | 4:26 |
| 4.                                           | 「Cherub Rock」                    | 降谷建志 | 降谷建志   | 3:27 |
| 5.                                           | 「Invitation (Buzz Mix)」          | 降谷建志 | 降谷建志   | 2:57 |
| 6.                                           | 「Under Age's Song (Album Mix)」   | 降谷建志 | 降谷建志   | 7:10 |
| 7.                                           | 「Perfect Government」             | 降谷建志 | 降谷建志   | 5:18 |
| 8.                                           | 「Pull Up Roots」                  | 降谷建志 | 降谷建志   | 3:54 |
| 9.                                           | 「Melancholy」                     | 降谷建志 | 降谷建志   | 4:19 |
| 10.                                          | 「Mustang A Go Go!!!」             | 降谷建志 | 降谷建志   | 4:33 |
| 11.                                          | 「陽はまたのぼりくりかえす」       | 降谷建志 | 降谷建志   | 8:10 |
| 12.                                          | 「Iceman」(シークレット・トラック) | 降谷建志 | 降谷建志   | 4:46 |
| 合計時間:                                    | 合計時間:                          | 54:47    |            |      |

### 楽曲解説
1. Intro (Bots' Show)
2. Cool Boarders
3. Don't Worry 'bout Me
  - 2ndシングル・C/W曲
4. Cherub Rock
5. Invitation (Buzz Mix)
  - 1stシングル・C/W曲のアルバム・ヴァージョン
6. Under Age's   Song (Album Mix)
  - 3rdシングルのアルバム・ヴァージョン
7. Perfect Government
8. Pull Up Roots
9. Melancholy
10. Mustang A Go Go!!!
  - 3rdシングル・C/W曲
11. 陽はまたのぼりくりかえす
  - 2ndシングル
12. Iceman
  - シークレット・トラック

## 演奏
- 降谷建志：Vocals, Guitars, Piano, Fender Rhodes
- 馬場育三：Bass, Backing Vocals
- 桜井誠：Drums, Backing Vocals
- BOTS：Turntable & Additional Arrangement
- 飛澤正人：Programming
- 土方隆行：Acoustic Guitar (#5)
- 佐藤有香：Female Vocal (#6)
- スズキチハル：Backing Vocal (#10)